# Liste des communes de la communauté de Madrid
Cette liste présente les 179 communes de la communauté de Madrid (Espagne).

Communes de Madrid en Espagne (2003).

## A
- La Acebeda
- Ajalvir
- Alameda del Valle
- El Álamo
- Alcalá de Henares
- Alcobendas
- Alcorcón
- Aldea del Fresno
- Algete
- Alpedrete
- Ambite
- Anchuelo
- Aranjuez
- Arganda del Rey
- Arroyomolinos
- El Atazar

## B
- Batres
- Becerril de la Sierra
- Belmonte de Tajo
- El Berrueco
- Berzosa del Lozoya
- Boadilla del Monte
- El Boalo
- Braojos
- Brea de Tajo
- Brunete
- Buitrago del Lozoya
- Bustarviejo

## C
- Cabanillas de la Sierra
- La Cabrera
- Cadalso de los Vidrios
- Camarma de Esteruelas
- Campo Real
- Canencia
- Carabaña
- Casarrubuelos
- Cenicientos
- Cercedilla
- Cervera de Buitrago
- Chapinería
- Chinchón
- Ciempozuelos
- Cobeña
- Collado Mediano
- Collado Villalba
- Colmenar de Oreja
- Colmenar del Arroyo
- Colmenar Viejo
- Colmenarejo
- Corpa
- Coslada
- Cubas de la Sagra

## D
- Daganzo de Arriba

## E
- El Escorial
- Estremera

## F
- Fresnedillas de la Oliva
- Fresno de Torote
- Fuenlabrada
- Fuente el Saz de Jarama
- Fuentidueña de Tajo

## G
- Galapagar
- Garganta de los Montes
- Gargantilla del Lozoya y Pinilla de Buitrago
- Gascones
- Getafe
- Griñón
- Guadalix de la Sierra
- Guadarrama

## H
- La Hiruela
- Horcajo de la Sierra
- Horcajuelo de la Sierra
- Hoyo de Manzanares
- Humanes de Madrid

## L
- Leganés
- Loeches
- Lozoya
- Lozoyuela-Navas-Sieteiglesias

## M
- Madarcos
- Madrid
- Majadahonda
- Manzanares el Real
- Meco
- Mejorada del Campo
- Miraflores de la Sierra
- El Molar
- Los Molinos
- Montejo de la Sierra
- Moraleja de Enmedio
- Moralzarzal
- Morata de Tajuña
- Móstoles

## N
- Navacerrada
- Navalafuente
- Navalagamella
- Navalcarnero
- Navarredonda y San Mamés
- Navas del Rey
- Nuevo Baztán

## O
- Olmeda de las Fuentes
- Orusco de Tajuña

## P
- Paracuellos de Jarama
- Parla
- Patones
- Pedrezuela
- Pelayos de la Presa
- Perales de Tajuña
- Pezuela de las Torres
- Pinilla del Valle
- Pinto
- Piñuécar-Gandullas
- Pozuelo de Alarcón
- Pozuelo del Rey
- Prádena del Rincón
- Puebla de la Sierra
- Puentes Viejas

## Q
- Quijorna

## R
- Rascafría
- Redueña
- Ribatejada
- Rivas-Vaciamadrid
- Robledillo de la Jara
- Robledo de Chavela
- Robregordo
- Las Rozas de Madrid
- Rozas de Puerto Real

## S
- San Agustín del Guadalix
- San Fernando de Henares
- San Lorenzo de El Escorial
- San Martín de la Vega
- San Martín de Valdeiglesias
- San Sebastián de los Reyes
- Santa María de la Alameda
- Santorcaz
- Los Santos de la Humosa
- La Serna del Monte
- Serranillos del Valle
- Sevilla la Nueva
- Somosierra
- Soto del Real

## T
- Talamanca de Jarama
- Tielmes
- Titulcia
- Torrejón de Ardoz
- Torrejón de la Calzada
- Torrejón de Velasco
- Torrelaguna
- Torrelodones
- Torremocha de Jarama
- Torres de la Alameda
- Tres Cantos

## V
- Valdaracete
- Valdeavero
- Valdelaguna
- Valdemanco
- Valdemaqueda
- Valdemorillo
- Valdemoro
- Valdeolmos-Alalpardo
- Valdepiélagos
- Valdetorres de Jarama
- Valdilecha
- Valverde de Alcalá
- Velilla de San Antonio
- El Vellón
- Venturada
- Villa del Prado
- Villaconejos
- Villalbilla
- Villamanrique de Tajo
- Villamanta
- Villamantilla
- Villanueva de la Cañada
- Villanueva de Perales
- Villanueva del Pardillo
- Villar del Olmo
- Villarejo de Salvanés
- Villaviciosa de Odón
- Villavieja del Lozoya

## Z
- Zarzalejo

### Sources
- (es) Instituto Nacional de Estadistica
  - (es) Instituto Nacional de Estadistica, « Données officielles de population résultant de la révision du recensement communal : de 1996 à 2014 », sur www.ine.es (consulté le 17 septembre 2015)
- (es) Varaciones de los municipios de España desde 1842, Ministerio de administraciones públicas, octobre 2008, 364 p. (lire en ligne) [PDF]